# 에르네스트 만델

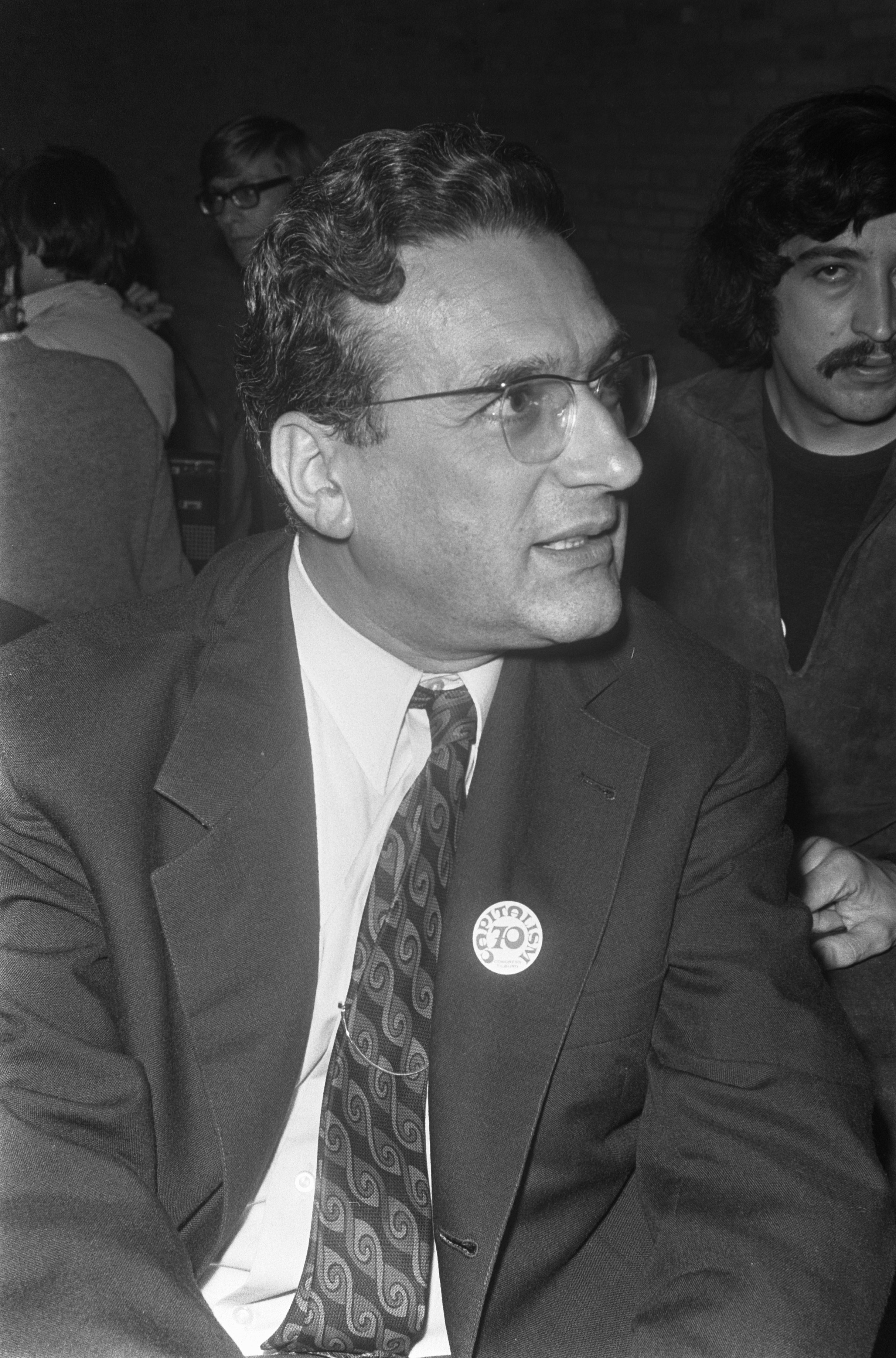
Ernest Mandel

에르네스트 에즈라 만델(Ernest Ezra Mandel, 1923년 4월 5일 ~ 1995년 7월 20일)은 독일의 마르크스주의 경제학자이자 트로츠키주의 운동가이자 이론가이다.

## 생애
1923년 4월 5일 독일 프랑크푸르트에서 태어났다. 젊은 시절 앤트워프(Antwerp)에서 국제 트로츠키주의자 운동단체인 ‘제4인터내셔널’(the Fourth International, 약칭 FI) 벨기에 지부에 가담한 그는 본명 이외에 에르네스트 제르마인(Ernest Germain), 피에르 구세(Pierre Gousset), 앙리 발린(Henri Vallin), 월터(Walter) 등 다양한 가명을 사용했다. 만델의 아버지 앙리 만델(Henri Mandel)과 어머니 로자 만델(Rosa Mandel)은 폴란드에서 독일로 망명한 유대인이었는데, 아버지는 로자 룩셈부르크(Rosa Luxemburg)와 칼 리프크네히트(Karl Liebknecht)가 지도한 스파르타쿠스 동맹 조직원이었다. 에르네스트의 첫 대학 입학은 독일 점령군(역주: 2차대전 당시 독일의 벨기에 점령군)의 대학 폐쇄에 의해 중단되었다.
제2차 세계 대전 기간 동안 만델은 항독(抗獨) 레지스탕스 활동 중 두 번 체포되었고 두 번 탈출했다. 그러다가 도라(Dora)에 있는 나치 강제수용소에서 수감되었으나 살아남았다. 2차 세계대전 종전 이후에는 벨기에의 트로츠키주의자 지도자 및 제4인터내셔널 국제서기국(당시 총서기는 미셸 파블로[Michel Pablo])의 가장 젊은 서기가 되었다. 그는 명쾌하고 생동감 있는 다작의 저술로 이름난 정통 맑스주의 이론가로, 그리고 인기 있는 논객으로 존경 받았다. 그는 1940년대와 1950년대 <Het Parool>, <Le Peuple>, <l'Observateur>, <Agence France-Presse>등 수많은 매체에 글을 기고했다. 냉전의 최절정기에 그는 사회민주주의자이자 훗날 네덜란드의 총리가 된 Joop den Uyl과의 논쟁에서 마르크스주의의 이점에 대해 공개적으로 변론했다.
1946년 제4인터내셔널 국제회의 이후, 만델은 제4인터내셔널 국제서기국 수뇌부에 선임되었다. 재4인터내셔널의 입당 전술에 따라, 그는 벨기에 사회당에 입당하여 당내 정파인 ‘전투적 사회주의 경향’(militant socialist tendency)의 지도자 및 사회주의 신문인 <La Gauche>[와 플라망 어 버전 자매지 『Links』]의 편집인이 되었다. 또한 벨기에 노총(General Confederation of Labour of Belgium) 경제 연구위원회 위원 및 생디칼리스트 앙드레 르나르(Andre Renard)의 보좌관이 되었다. 그와 그의 동료들은 오래지 않아 벨기에 사회당과 기독교 사회주의자들과의 연정(역주: 사회당과 보수당 사이의 연립정부) 및 파업규제법에 반대하는 총파업을 주도한 탓으로 당으로부터 축출되었다.
1963년, 만델은 제4인터내셔널 국제서기국과 1953년 이후 제4인터내셔널에서 탈퇴한 제임스 캐넌(James Cannon)의 미국 사회주의 노동자당(Socialist Workers Party)이 지도하는 공개 정파 제4인터내셔널 다수파 국제위원회(the International Committee of the Fourth International) 간 재결합의 주요 발기인이 되었다. 두 정파 간의 재결합으로 제4인터내셔널 통합서기국(the United Secretariat of the Fourth International, 약칭은 USFI 또는 "Usec")이 형성되었다. 1995년 죽을 때까지 만델은 제4인터내셔널 통합서기국(USFI)과 제4인터내셔널 벨기에 지부인 SAP-POS(사회주의노동자당)의 가장 저명한 지도자이자 이론가로 활동했다.
1962년 프랑스에서 그의 가장 대중적인 저작인 <맑스주의 경제이론>(Marxist Economic Theory)가 출간될 때까지 만델의 맑스주의 관련 글들은 수많은 가명으로 쓰였으며 그의 제4인터내셔널 활동 역시 좌파 진영 외부에서는 거의 알려지지 않았다. 그는 다시 대학 공부를 시작하여 1967년 파리에서 파리대학교 에콜 프라티크 데 조트제튀드(École Pratique des Hautes Études, 인류학자 레비-스트로스가 1950년부터 1974년까지 재직한 명문학교)를 졸업했다. 1968이 되어서야 만델은 유럽과 미국의 대학 캠퍼스를 순회하며 벌인 사회주의, 반제국주의, 혁명에 대한 강연 활동으로 인해 저명한 인물이자 맑스주의 정치가로서 세상에 알려졌다.
서독으로부터 공식적으로 추방당했음에도(그리고 미국, 프랑스, 스위스, 호주 등을 포함한 다른 나라로부터도 여러 차례 추방당했음에도), 만델은 1972년 (그가 몇 달간 강의한) 베를린 자유대학에서 박사학위를 취득했으며, 주저 <후기자본주의>(독일어 원본 제목은 <Der Spatkapitalismus>로 1972년 출간, 영어판은 NLP Humanities Press에서 <Late Capitalism>으로 1975년 런던에서 출간, 한국어판은 1985년 이범구씨의 번역으로 한마당 출판사에서 <후기자본주의>라는 제목으로 출간)를 출간했다. 그 후 그는 벨기에 브뤼셀 자유대학에서 강사 자리를 획득했다. 1978년 그는 영국 케임브리지 대학 알프레드 마셜(Alfred Marshall) 강좌에서 자본주의 발전의 장기파동이라는 주제에 대해 강연했다.
만델은 자신과 견해가 달라도 정치적인 억압으로 고통받는 수많은 좌파 지식인들을 옹호하는 활동을 벌이고, 제3세계가 선진국에 진 채무를 탕감하자는 운동의 투사로 싸웠으며, 소련에서 미하일 고르바초프가 집권한 이후 1936~1938년 모스크바 재판(역주: G.E.지노비에프, L.B.카메네프, 라데크 등 1917년 10월 혁명에 참여한 소련공산당 원로들이 국외에 망명 중인 L.D.트로츠키 및 제국주의자와 공모하여 소련체제를 전복할 음모를 꾸몄다는 혐의로 기소, 처형된 공개재판. 1956년 흐루시초프는 ‘스탈린 비판’ 이후 공식적으로 모스크바 재판이 고문에 의해 날조된 것임을 시사하였다)에서 기소되어 처벌받은 인사들의 복권을 청원하는 데 앞장섰다. 70대 때는 자유롭고 민주적인 사회주의의 비전을 방어하기 위해 러시아를 여행하기도 했다.
만델은 일생동안 대략 2,000개의 글(article)과 30여권의 책을 집필했는데, 여러 나라의 말로 번역되었다. 게다가 그는 많은 책을 편집하거나 발간하는 데 기여했으며, 두꺼운 분량의 편지들을 간수했고, 국제 연대를 위한 발언을 계속했다. 그는 자신의 임무를 스탈린주의와 냉전의 경험으로 변형된 고전적인 맑스주의 사상의 유산들을 새로운 세대에 전승하는 것으로 간주했다. 그리고 만델은 학자와 운동가 세대의 중요한 맑스주의 개념 이해에 있어 광범위한 영향을 끼쳤다. 그의 저술에서 가장 인상적인 것은 아마도 창조적이고 독립적인 사고와 맑스주의 정통 교리의 엄격한 고수 사이의 긴장일 것이다.
그는 아마도 가장 지칠 줄 모르고 기본적인 맑스주의 사상을 합리적이고 대중적으로 펼쳐낸 사람으로 기억될 것이다. 또한 후기 자본주의와 장기파동 이론에 대한 저작들과 트로츠키주의 운동에서의 지적이고 도덕적인 권위로도 기억될 것이다. 그러나 그의 비판자들은 만델이 스탈린주의에 너무 온화한 자세를 보이고(역주: 이것은 트로츠키주의 버전의 비판이다. 스탈린주의를 ‘국가자본주의 체제’라며 서유럽과 미국의 자본주의보다 더욱 적대시하는 트로츠키주의자들 눈에는 소련 등 현실 사회주의국가를 ‘자본주의 국가는 아니지만 이상적인 사회주의 국가도 아닌 기형적인 노동자 국가’로 파악하는 만델이 스탈린주의에 ‘너무 온화하다’고 보일만 했다), 경제 이론화가 절충적이고 비체계적이었으며, 지나치게 낙관적인 정치가이자, 자본주의 체제 내 개혁의 지지자이거나(역주: 심지어 만델에게 ‘사회민주주의자’, ‘개량주의자’라는 딱지가 붙기도 했다!), 행동보다 말을 더 많이 한 사람으로 비난했다.
만델을 모델(‘백과사전’과 ‘컴퓨터’를 연상할만큼 박식한 에즈라 아인슈타인 Ezra Einstein이 주인공으로 등장하는)로 한 풍자적인 소설은 타리크 알리(Tariq Ali, ‘68혁명 당시 영국 학생운동 지도자이자 현재 영국 좌파 운동의 거물로서 만델로부터 직접적으로 가르침을 받았음) <Redemption> (Chatto & Windus 1990 (ISBN 0-7011-3394-5), Picador, 1991)이다.

## 주 저작들
- Marxist Economic Theory (2 vols.).
- The Formation of the Economic Thought of Karl Marx, 1843 to Capital(한국어로는 <마르크스 경제사상의 형성과정>(김택 옮김, 서울: 한겨레, 1988)로 출간)
- La Longue Marche de la Revolution
- Introduction to Marxist Economic Theory
- Europe versus America: Contradictions of Imperialism
- Decline of the Dollar': a Marxist view of the Monetary Crisis
- The Second Slump
- Revolutionary Marxism Today
- Revolutionare Strategien im 20e Jahrhundert
- Trotsky: A Study in the Dynamic of his Thought
- From Stalinism to Eurocommunism
- Late Capitalism(한국어로는 <후기자본주의>(이범구 옮김, 서울: 한마당, 1985)로 출간)
- Verveemding en revolutionaire perspectieven
- Offener Marxismus
- Reponse a Louis Althusser et Jean Elleinstein
- Long Waves of Capitalist Development
- Introduction to Marxism
- Delightful Murder: A social history of the crime story'(한국어로는 <즐거운 살인: 범죄소설의 사회사>(이동연 옮김, 서울: 이후, 2001)로 출간)
- De la Commune a Mai 68: Histoire du mouvement ouvrier international
- Karl Marx: die Aktualitat seines Werkes
- La Crise
- The meaning of the Second World War
- Beyond Perestroika: the future of Gorbachev's USSR(한국어로는 <페레스트로이카를 넘어>(차혁 옮김, 서울: 태백, 1990)로 출간)
- October 1917: Coup d'état or Social Revolution?
- Trotsky as Alternative
- Kontroversen um "Das Kapital"
- Power and Money: A Marxist Theory of Bureaucracy
- The Place of Marxism in History
- Cash Krach & Krisis: Profitboom, Borsenkrach und Wirtschaftskrise
- Revolutionary Marxism and Social Reality in the 20th Century
- Why they invaded Chzechoslovakia

공동 편집한 저작들
- 50 Years of World Revolution 1917-1967: an International Symposium
- Arbeiterkontrolle, Arbeiterrate, Arbeiterselbstverwaltung
- Ricardo, Marx, Sraffa: the Langston Memorial Volume
- New Findings in Long-Wave Research
- Glasnost and the crisis of the communist parties(한국어로는 <동유럽은 어디로?>(신평론 편집부 옮김, 서울: 신평론, 1990)으로 출간)

## 더 많은 웹정보
- USFI's Ernest Mandel Website
- a Dutch historian currently researching a biography of Ernest Mandel
- [깨진 링크(과거 내용 찾기)]
- Bibliography of Ernest Mandel by Wolfgang and Petra Lubitz, presented at the Lubitz TrotskyanaNet
- Symposia on Mandel's work (see also Gilbert Achcar (ed.), The Legacy of Ernest Mandel [London: Verso, 1999])
- Obituary Andre Gunder Frank
- Ernest Mandel Center

## 같이 보기
- 제한된 합리성
- 결정론
- 경제결정론
- 역사적 유물론
- 사회 구성주의